# Černohlávek dřípený

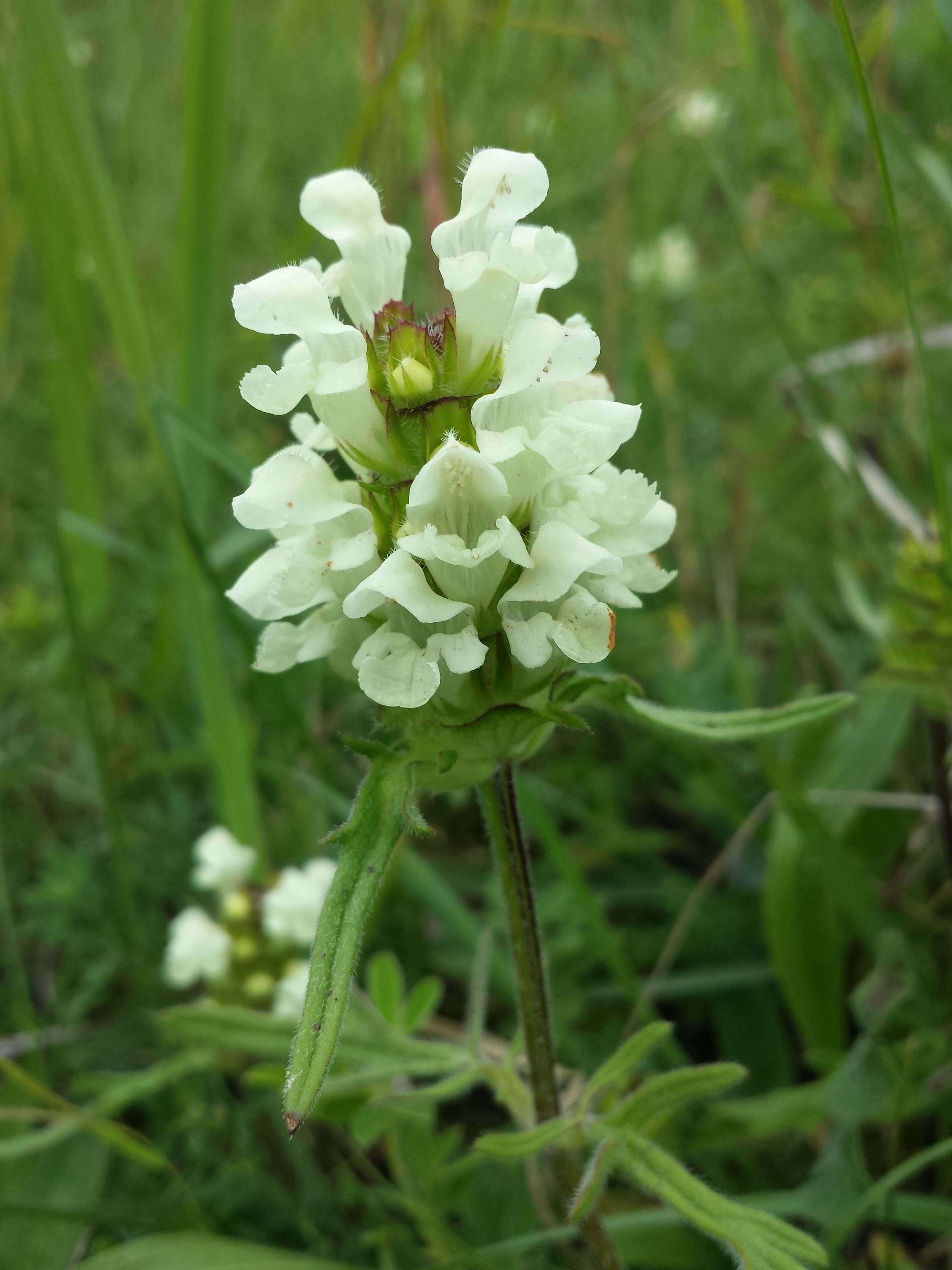
Květenství

Černohlávek dřípený (Prunella laciniata) je nízká, vytrvalá bylina travnatých strání, kvetoucí v letních měsících drobnými, světle žlutými květy. V české přírodě je původní druh, ale počty jeho rozkvétajících rostlin se postupně snižují. Je proto na podporu jeho záchrany prohlášen v „Červeném seznamu ohrožených druhů České republiky“ z roku 2012 za ohrožený druh (C3).

## Rozšíření
Původní areál druhu se rozkládá na většině území Evropy (vyjma severských oblastí), v západní Asii a na Kavkaze, také přesahuje přes Středozemní moře na západ severní Afriky. Rostlina byla zavlečena i do Severní a Jižní Ameriky, stejně jako na jih Austrálie.
V České republice se nejčastěji vyskytuje v teplých oblastech středních a severozápadních Čech a střední a jižní Moravy. Roste i v chladnějším karpatském mezofytiku východní Moravy, kde mu prospívají přítomné vápnité flyšové horniny. Jinde se mimo teplé termofytikum téměř nevyskytuje. Nejvýše vystupuje v Českém středohoří do výše okolo 600 m n. m.

## Ekologie
Hemikryptofyt rostoucí na osluněných travnatých stráních, polních mezích a podél okrajů světlých lesů a křovin. Vyhovují mu půdy střídavě vysychavé, hluboké a dobře zásobené vápníkem, které mohou být sprašové, hlinitojílové až jílovité. Kvete v červnu a červenci. Stupeň ploidie x = 4, počet chromozomů 2n = 28.

## Popis
Vytrvalá, pouhých 10 až 30 cm vysoká bylina, vyrůstající z krátkého, hnědého oddenku s mnoha tenkými kořínky. Lodyha je většinou jednoduchá, obloukovitě vystoupavá, nestejnoměrně čtyřhranná a hustě porostlá nahoru směřujícími chlupy, u báze je tmavě červeně naběhlá a výše zelená. Je porostlá vstřícně vyrůstajícími řapíkatými listy, jejich čepele jsou u spodních listů celistvé, kopinaté až úzce vejčité, dlouhé 2 až 5 cm a široké 1 až 2 cm. Střední listy mají čepele peřenodílné až peřenosečné s jedním až třemi postranními úkrojky dlouhými 4 až 7 cm, koncový je z nich největší. Horní listy jsou hrálovitého tvaru a směrem vzhůru se zkracující, poslední pár roste těsně pod květenstvím. Všechny listy jsou oboustranně hustě chlupaté a mají vyniklou, zpeřenou žilnatinu, řapíky spodních listů bývají dlouhé až 4 cm, horních pouze 0,5 cm.
Květenstvím je lichoklas složený ze dvou až tří lichopřeslenů tvořených pěti až osmi přisedlými, žlutobílými květy se široce vejčitými listeny. Kalich je zelený, zvonkovitý, dvoupyský, horní pysk je srostlý ze tří lístků a dolní vzniklý ze dvou lístků je hluboce členěný. Dvoupyská koruna je světle žlutá, 1 až 1,5 cm dlouhá, má zakřivenou korunní trubku, její horní pysk je přilbovitý a dolní pysk je třílaločný se středním rozšířeným lalokem. Ze čtyř tyčinek ukrytých v horním pysku je přední pár o málo delší. Nektar je vylučován žlázkami na bázi semeníku.
Plod je obvejčitá tvrdka asi 2,5 mm velká, tupě tříhranná, hnědě zabarvená, rozpadající se na čtyři semena – plůdky, která mají dužnatý přívěsek.

## Možnost záměny
Od našich dvou dalších druhů černohlávků, černohlávku obecného a černohlávku velkokvětého, se černohlávek dřípený liší během celé vegetace nápadně dělenými středními lodyžními listy a při kvetení ještě žlutými květy.